# Hans Carl Friedrich von Mangoldt
Pour le sculpteur, voir Franz Joseph Mangoldt.
Hans Carl Friedrich von Mangoldt (1854, Weimar-1925, Danzig) est un mathématicien allemand qui a contribué à la solution du théorème des nombres premiers.

## Biographie
Von Mangoldt achève ses études en 1878 à l'université de Berlin, où ses maîtres sont Ernst Kummer et Karl Weierstrass. Il est recteur de l'université technique de Rhénanie-Westphalie à Aix-la-Chapelle de 1898 à 1901 puis, de 1904 à 1907, de la nouvelle université technique de Danzig. En 1919, il est président de la Deutsche Mathematiker-Vereinigung.
Il contribue à la solution du théorème des nombres premiers en donnant, en 1894, une reformulation et une preuve rigoureuse de la formule principale du mémoire de Bernhard Riemann, Sur le nombre de nombres premiers inférieurs à une taille donnée, dont Riemann n'avait donné que des preuves partielles.
Son neveu Hermann Vermeil (1889-1959) est également mathématicien.